# Carmen Farala
Carmen  Farala, nombre artístico de Daniel Mora (Sevilla, 4 de noviembre de 1989), es una drag queen española. Es conocida por haber obtenido el título de Superestrella Drag de España en el concurso televisivo Drag Race España, franquicia española de RuPaul's Drag Race.

## Carrera
Carmen Farala, quien reside en Madrid y tiene una carrera de más de 12 años en el mundo del espectáculo, forma parte del trío Las Hermanas Farala, junto a Bárbara y Vera. Su nombre artístico es un guiño a un famoso anuncio publicitario televisivo de finales de los años 80 del perfume Farala.
En 2017 Las Hermanas Farala publicaron el sencillo «If I don´t have you», cuyo videoclip fue dirigido por Salva Musté.
En 2022 diseñó los vestuarios para la cantante Chanel que utilizó en la semifinal y la final del Benidorm Fest. Además, en agosto del mismo año publicó su primer sencillo en solitario, «Pantera», compuesto por Leroy Sanchez y con un videoclip dirigido también por Salva Musté.

## Discografía

### Sencillos
- «If I don´t have you»[8]

- «Pantera»

## Filmografía

### Televisión
- La Que Se Avecina T9x05 (2016)
- Drag Race España (2021)
- Maestros de la costura (2022)
- Maestros de la costura Celebrity, La 1, Concursante (2025)[9]